# The Fall (serie de televisión)
The Fall es una serie de televisión británica dramática de género policíaco, grabada en Irlanda del Norte, protagonizada por la actriz estadounidense Gillian Anderson y el actor británico Jamie Dornan; la serie se estrenó en Irlanda el 12 de mayo de 2013 por la cadena RTÉ One, y en el Reino Unido el 13 de mayo de 2013 por la cadena BBC Two. En España se estrenó el 13 de febrero de 2014 con el nombre de La caza por el canal AXN.  En Latinoamérica fue emitida por la compañía de cable DirecTV en su canal exclusivo OnDirecTV.
La serie tuvo una duración de tres temporadas, con 17 episodios emitidos, entre su estreno el 12 de mayo de 2013 y la emisión del último episodio de la tercera temporada, el 28 de octubre de 2016.

## Trama
La historia de The Fall comienza cuando la detective superintendente Stella Gibson (Gillian Anderson) del Servicio de Policía Metropolitana, conocido popularmente como Scotland Yard, la policía metropolitana de la mayor parte del Gran Londres, recibe la notificación de que hay un crimen que le puede interesar investigar: se trata del asesinato de una joven arquitecta en la ciudad de Belfast, capital de Irlanda del Norte. La investigación del asesinato está estancada desde hace tiempo y los detectives están perdidos al respecto. Entonces Gibson es transferida temporalmente al Servicio de Policía de Irlanda del Norte (PSNI por sus siglas en inglés, la policía autónoma regional de Irlanda del Norte) para que realice una inspección de la investigación policial del crimen, para ver si se han dado fallos en la misma e intentar establecer una nueva línea de investigación que conduzca a la resolución del crimen; al llegar el Jefe de Policía Auxiliar de la PSNI, Jim Burns (John Lynch), viejo conocido suyo con el que tuvo una breve aventura y responsable de que la hayan llamado para el trabajo, le advierte que hay componentes políticos delicados en el caso ya que la víctima era nuera de un ministro protestante unionista del Gobierno de Irlanda del Norte, el gobierno regional autónomo de esa provincia británica, nacido como resultado del Acuerdo de Viernes Santo que puso final al Conflicto de Irlanda del Norte. Paralelamente, desde el mismo inicio del episodio piloto se da a conocer a los espectadores (aunque lo desconocen los personajes protagonistas) que el responsable del crimen es un asesino en serie, un depredador sexual, llamado Paul Spector (Jamie Dornan), un orientador familiar casado y con dos hijos pequeños, que lleva una doble vida. Gibson pronto establece una relación entre el crimen de la arquitecta y otro anterior, y deduce que se trata de un asesino en serie que persigue a mujeres jóvenes y bellas, de alrededor de treinta años de edad y profesionales; mientras tanto Spector investiga y acecha a sus próximas víctimas. La historia se desarrollara entre la caza del asesino por parte de Gibson y la caza de sus víctimas por parte de Spector, mostrando un paralelismo entre la detective y el asesino, cada uno sumido en su propia y particular caza. Todo ello con el telón de fondo de las tensiones políticas y sociales que aún genera el conflicto armado y terrorista que azotó a Irlanda del Norte y la dividió entre católicos nacionalistas o republicanos y protestantes unionistas o lealistas.

## Elenco

### Principal
- Gillian Anderson como Stella Gibson, una superintendente detective de la Policía Metropolitana de Londres (Scotland Yard) transferida temporalmente a la policía regional de Irlanda del Norte (PSNI) para realizar una inspección sobre la estancada investigación del asesinato de la esposa del hijo de un importante político norirlandés; terminará persiguiendo a un brutal asesino en serie.
- Jamie Dornan como Paul Spector, un hombre con una doble vida: por un lado es un dedicado psicólogo y un padre de familia ejemplar, casado y con una hija y un hijo pequeños; pero en su otra vida es un asesino en serie que mata a sus víctimas (hermosas mujeres treintañeras, profesionales, pelo oscuro) para obtener placer sexual.
- Bronagh Waugh como Sally-Ann Spector, una enfermera neonatal y esposa del asesino Paul Spector, cuya actividad como asesino desconoce.
- Laura Donnelly como Sarah Kay, una joven abogada que es víctima de Paul Spector.
- Niamh McGrady como Danielle Ferrington, una agente de policía.
- John Lynch como Jim Burns, el Jefe de Policía Auxiliar de la PSNI.
- Archie Panjabi como Tanya Reed Smith, una patóloga asignada a la investigación del caso.
- Ben Peel como James Olson, un sargento detective.
- Michael McElhatton como Rob Breedlove, un detective inspector y compañero de Olson.
- Sarah Beattie como Olivia Spector, hija del matrimonio Paul Spector y Sally-Ann Spector, quien tiene pesadillas relacionadas con la actividad como asesino de su padre.
- David Beattie como Liam Spector, hijo del matrimonio Paul Spector y Sally-Ann Spector.

### Secundario
- Nick Lee como Ned Callan, un periodista de Belfast.
- Karen Hassan como Annie Brawley, una joven contadora pública que llama la atención de Paul Spector.
- Ian McElhinney como Morgan Monroe, un ministro unionista del gobierno de Irlanda del Norte y suegro de una de las víctimas de Spector; entre sus funciones ministeriales Monroe preside la comisión que controla a la policía norirlandesa (PSNI) y usará su poder para presionar a la policía para resolver el crimen de su nuera.
- Frank McCusker como Garrett Brink, un inspector jefe de policía y jefe del escuadrón de investigación del asesinato de Belfast, que se desempeña como subdirector de la pesquisa después de Gibson.
- Simon Delaney como Jerry McElroy, un detective inspector.
- Emmett Scanlan como Glen Martin, detective asignado a la investigación.
- Aisling Franciosi como Katie Benedetto, una chica de 15 años que trabaja como niñera cuidando a los hijos de Spector.
- Valene Kane como Rose Stagg, una pareja sexual anterior del asesino.
- Colin Morgan como Tom Anderson, sargento detective que entrevista a Spector.

## Episodios
| Temporada | Temporada | Episodios | Episodios | Emisión original         | Emisión original        |
| Temporada | Temporada | Episodios | Episodios | Primera emisión          | Última emisión          |
| --------- | --------- | --------- | --------- | ------------------------ | ----------------------- |
|           | 1         | 5         | 5         | 12 de mayo de 2013       | 9 de junio de 2013      |
|           | 2         | 6         | 6         | 9 de noviembre de 2014   | 13 de diciembre de 2014 |
|           | 3         | 6         | 6         | 25 de septiembre de 2016 | 28 de octubre de 2016   |